# Connor Smith (Fußballspieler, 2002)
Connor Smith (* 1. Februar 2002 in Cowdenbeath) ist ein schottischer Fußballspieler, der beim FC St. Johnstone unter Vertrag steht. Sein drei Jahre älterer Bruder Callum Smith ist ebenfalls Fußballprofi und spielt für Hamilton Academical.

## Karriere

### Verein
Der in Cowdenbeath etwa 30 km nordwestlich von Edinburgh geborene Connor Smith, spielte bis zum Jahr 2018 in der Jugend von Heart of Midlothian. Am letzten Spieltag der Saison 2017/18 in der Scottish Premiership gab er für die „Hearts“ sein Debüt in der Profimannschaft gegen den FC Kilmarnock im Rugby Park. Bei der 0:1-Auswärtsniederlage wurde der 16-Jährige Smith für Harry Cochrane eingewechselt. Er war neben Chris Hamilton, Cammy Logan und Leeroy Makovora einer von vier Debütanten. In der Spielzeit 2018/19 kam er zu drei weiteren Einsätzen, darunter im Edinburgh Derby gegen Hibernian im April 2019.
In der Saison 2019/20 war er in seine Heimatstadt an den FC Cowdenbeath in die vierte Liga verliehen. In 15 Partien erzielte er zwei Tore. In der Saison 2020/21 war er als Leihspieler beim Zweitligisten FC Arbroath aktiv.

### Nationalmannschaft
Connor Smith spielte zwischen 2017 und 2018 achtmal in der schottischen U16-Mannschaft. Dabei gelangen ihm zwei Tore. Ab 2018 spielte Smith in der U17, die er in 6 von 10 Länderspielen als Mannschaftskapitän auf das Spielfeld führte. Im September 2019 debütierte er in der U18.